# Автошлях E88
Європейський маршрут Е88 — європейський автомобільний маршрут категорії А в Туреччині, що з'єднує міста Анкара та Рефахіє. Довжина маршруту — 621 км.
Маршрут Е88 проходить через міста Йозгат і Сівас.
Е88 перетинається з маршрутами
- E89
- E90
- E80